# エスノメソドロジー
エスノメソドロジー（英: ethnomethodology）は アメリカの社会学者であるハロルド・ガーフィンケル（Harold Garfinkel、1917年 - 2011年）が、自らの研究方法を呼ぶために作った造語である。文字通りには「人々の - 方法論 (ethno-methodology)」を意味する。

## 名称の由来
ガーフィンケルが陪審員研究に従事していたときに、陪審員たちが、陪審員として判断を行うという課題を、独自の方法論で遂行していることに注目したことから名づけられたと言われている。以下はガーフィンケルの著書からの引用である。
「まず、この言葉の由来について話そう。一九五四年にさかのぼるけれども、今はラトガース大学の法学部にいるソール・メンドロウィッツがシカゴ大学の法学部にいて、フレッド・ストロベックの陪審員研究計画に参加していたんだ。（略）ストロベックはすでにウィチタで陪審員室を「盗聴」しているところだった。ぼくにウィチタへ行ってテープを聞くように言った。そのテープを聞いた後で僕は陪審員たちと話すことになっていた。つまり、陪審員たちが話していたことをあらかじめ聞いた後で彼らが何を言うかを見ようというのだ。(略)それは、陪審員たちは仕事をする中で自分が何をしているのかを如何にしてわかるのか、ということだった。その時ぼくらは、もしベイルズの相互作用分析手続きを使えば、録音した会話から多くのものが言えるだろうと思った。その録音記録から、ぼくらは、陪審員たちが小集団の諸特徴を会話の中でどのように示しているか、おおいに学ぶことができたし、その時、念頭にあった問題は、「何が彼らを陪審員にしているのか」だった。（略）科学者は科学者らしく振舞うとみなされているんだが、陪審員はそんな仕方で、陪審員としては振舞ってはいないんだ。けれども彼らは、適切な説明、適切な記述、あるいは適切な証拠といった事柄に関心をもっていた。彼らが「常識的に考えれば」なんて言うときは、自分たちが「常識的」になりたくない時だ。つまり、彼らは法律にもとづいていたいのだ。（略）いわばこうした方法論的な事柄について、興味深い信奉が彼らにはあるのだ」
つまりエスノメソドロジーとは、社会成員によって用いられている方法論そのもののことであり、また同時に、その方法論についての研究の名前でもある。

## 秩序問題からの離脱
タルコット・パーソンズの門下生であったハロルド・ガーフィンケルは、パーソンズが「社会学の根本問題」と呼んだ「秩序問題」について、すなわち「社会秩序はいかにして可能か」という問いに取り組んでいた。当初ガーフィンケルは、アルフレッド・シュッツのアイディアにヒントを得ながら、この問いに対してパーソンズとは異なった解答を導き出そうと試みていたが、やがて会話分析の創始者ハーヴィ・サックスらと共同研究をする中で、この問いを、社会学者が解答を与えるべき問題ではなく、社会成員たち自身にとっての課題であると捉えるようになる。
「秩序問題」はある意味で奇妙な問いである。社会学者があれこれ考える前に、社会秩序は社会生活を営む成員たちによって、すでに成立しているからである。既に成立しているものに対して「いかにして」と問うとき、そこには「成立している」ことへの驚きの感覚があるだろう。こうした感覚は、例えば「行為の本当の意図は行為者自身にしかわからない」という前提があるにもかかわらず「相手の行為の意味がわかるのはなぜか」と問うことなどから生じてくる。
また、社会秩序が既に成立しているものであるならば、そうした問いを立てることとは別に、現に成立しているその秩序のありかた、──すなわち社会の成員が日々の生活を営んでいる方法（論）そのもの──を記述してみることが試みられてもよいはずだ、となる。秩序が崩れた時にその秩序が存在したことを意識することから、顕在化したと感じるのはむしろ秩序が破られた時であると言える。こうしてエスノメソドロジーが生まれ、以後ガーフィンケルとその同僚や教え子たちは、実際にその課題に取り組んでいくことになった。そこでは、さまざまな「人々の方法論」が記述されると同時に、「秩序問題」を成立させていたさまざまな前提──上の例でいえば「行為の本当の意図は行為者自身にしかわからない」という前提──のほうが、むしろ誤りであったことが指摘されていくことになる。

## 記述の対象
現在でも、社会学はさまざまな社会現象に説明や解釈を与えることを主な仕事にしている。これは、ある現象の原因を探ったり、それを分類したりすることで社会現象を「よくわかる」ものにしていくということである。ここにある構えとして、社会現象はそれだけではよくわからないものであり、社会学者が分析することでより「わかる」ものになるはずだ、という前置きが含まれている。
それに対して、エスノメソドロジーが行うことは、ある社会現象の、社会現象であると理解されていることそのものを記述しようとするのである。たとえば、自殺率の増減をなんらかの社会的要因によって説明することはできる。しかし、それを可能にするためには、多様な「人の死」のうち、どれが「自殺」なのかを予めわかっていなくてはならない。そうでなければ、そもそも自殺の数を数えることもできない、ということである。
言うまでもなく、ある死が自殺であるかどうかが不明なことは多々あるだろう。それでも、その死を論じ扱う人々は、さまざまな推測をしながら、その死について判断を加えている。つまり、そこには、自殺とその他の死を分かつための、人々の方法論（基準）がある。社会学者もそれを前提にして初めて、自殺率の分析ができているのである。
もちろん、そうした方法論（基準）はしばしば曖昧で、一義的な結論を導くものにはならないこともある。それに対して社会学者は厳密な定義を与えるべきだ、と考えることもできる。実際のところ、多くの社会学研究では通常そうするのである。こうした通常の社会学研究のなかでは、ある社会現象そのものの理解可能性や、また社会現象をつくりあげている成員の組織だった活動（方法論的なもの）も、研究の前提のままになっていて、記述の対象となることはない。そのように営まれている社会現象を、社会学者による厳密な定義によって置き換えることは、その現象にもともと備わっていた理解可能性を、記述の対象から除外してしまうことになるのである。だが、たとえ曖昧であっても、人々の活動はでたらめになされているわけではない。そこにはそれなりの合理性や理解可能性がある（場合によっては「曖昧にしておく」こともひとつの合理的な活動である）。それを丁寧に記述してゆこうというのが、エスノメソドロジーの試みである。

## 記述の手法
エスノメソドロジー研究においては 対象も用いられる手法もさまざまで、特にこれでなければならないという決まりはない。広く用いられているのは「会話分析」という手法で、日常場面から医療、法廷、教育、企業オフィスなど、様々な場面において、会話を通して成立しているさまざまな社会現象を録音録画し、ジェスチャーなどの身体の動きも含めた詳細な分析が行われている。
勿論、すべての社会現象が会話を通して成立しているわけではないし、すべての場面で録音録画が可能とは限らない。フィールドワークによる記録や聞き取り、新聞や雑誌記事の分析、テレビ番組の分析などを通して、ある現象がどのように理解可能なものとして成立しているのか、それを明らかにするさまざまな試みがなされている。また、そうした場合の分析手法をどのように研磨していくかということも、現在進行中の課題である。
重要なのは、ある現象がまさに起こっているその現場へと接近し、社会成員がその現象を組織だった方法でつくりあげている、そのやり方を記述することである。私たちは常に社会秩序の中にいるのだから、特別な場所に行かなくても、今ここにある社会秩序の研究から始めることもできる。実際に「会話分析」は、ありふれた日常会話それ自身が、社会秩序を備えた立派な研究対象であることを示すところから始まったものだった。
当然のことながら、人々の行っていることを記述しようとする限り、社会学者も、ひとりの社会成員として、最低限そこで行われていることが何であるのかを「わかる」ための能力を持っている必要がある。日本語がまったく理解できない人には日本語の会話分析はできないし、法学的知識のまったくない人には裁判場面の分析はできないだろう。社会秩序が成立しているその場面へと接近するには、社会学者のほうも、不器用にであれその秩序に参加することができなくてはならない。
逆に言えば、社会学者が「しろうと」として参入していけるどんな場面においても、どんな現象についても、エスノメソドロジー研究はそこですぐに開始できるのである。